# Взаимозаменяемость
Взаимозаменяемость — свойство элементов конструкции, изготовленных с определённой точностью геометрических, механических, электрических и иных параметров, обеспечивать заданные эксплуатационные показатели вне зависимости от времени и места изготовления при сборке, ремонте и замене этих элементов.

## История

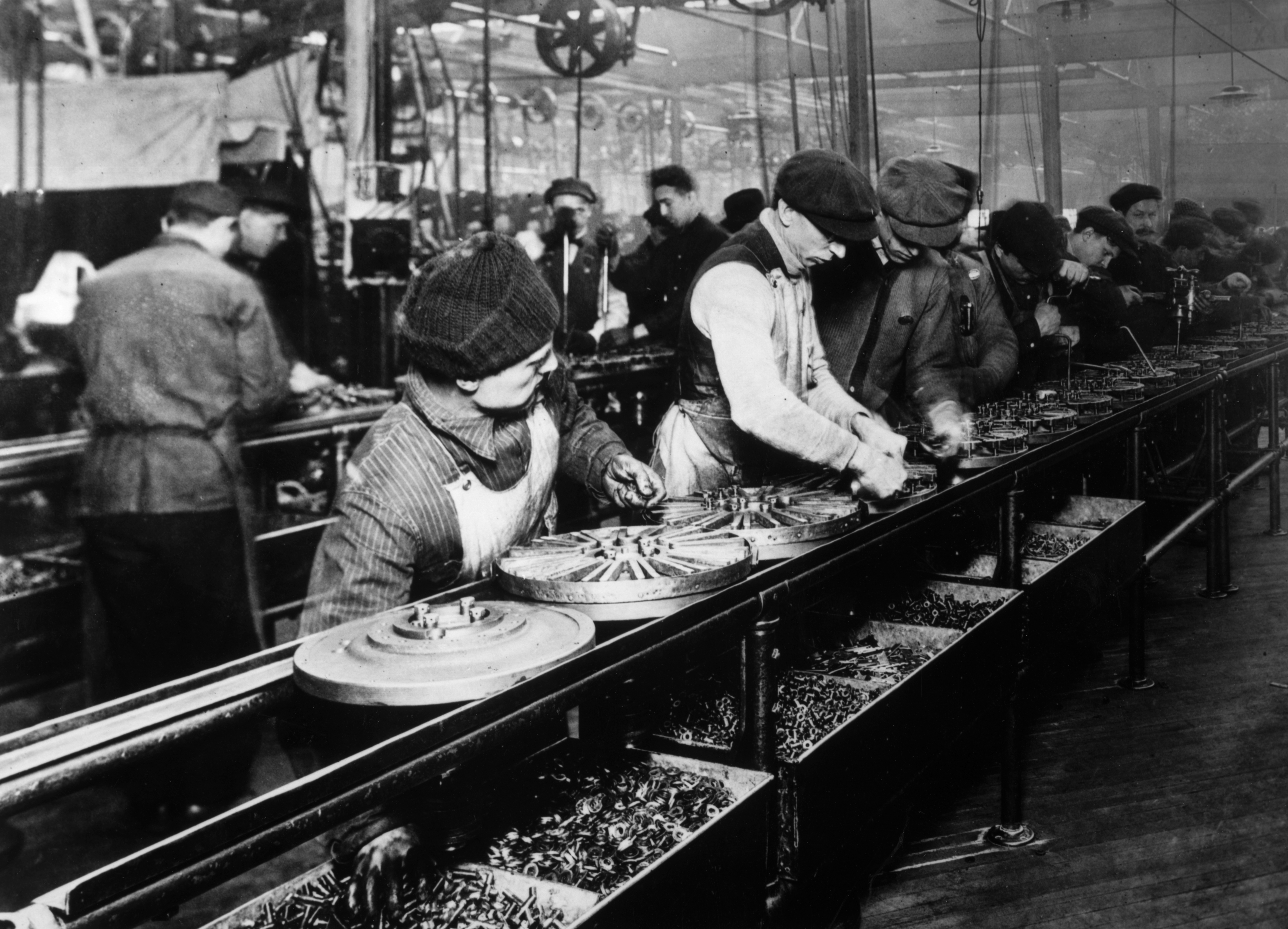
Сборочная линия на заводе Форда основывалась на использовании стандартных взаимозаменяемых деталей, 1913 год

Метод изготовления взаимозаменяемых деталей впервые зародился и начал развиваться на предприятиях, производивших предметы военного снаряжения (ружья, пушки, снаряды и т. п.), пришлось столкнуться с требованием взаимозаменяемости деталей механизмов и боеприпасов. К концу XVIII в. в армиях европейских стран и США повысился спрос на ручное огнестрельное оружие. Это дало толчок для продвижения техники машиностроения на следующий этап её развития. В России впервые обеспечение взаимозаменяемости связано с производством оружия на тульских заводах, где было организовано производство машин с взаимозаменяемыми деталями.
Ещё в 1715 г., на заре российского машиностроения, по приказу Петра I была составлена своего рода инструкция для оружейных заводов, которая гласила: «На оружейных тульских и олонецких заводах делать  фузеи и пистолеты калибром против присланных от его Царского Величества медных образцов …». Исторические документы показывают, что тульские оружейники практически решили труднейшую задачу взаимозаменяемости и наладили производство взаимозаменяемых частей ружейных замков в 70—80-х годах XVIII столетия.
Американские историки Бредли и Гарриман утверждают, что промышленник из США Уитни в 1798 г. первым доказал возможность производства взаимозаменяемых деталей машин. Ещё ранее, в 1785 году, французский оружейник Оноре Блан добился изготовления 50 ружейных затворов с взаимозаменяемыми деталями. Англия заимствовала это производство у Америки в 1855 году, а Германия освоила его в 1872 г. (после франко-прусской войны). Опыт военных заводов, раньше других перешедших на выпуск изделий с взаимозаменяемыми деталями, с течением времени становится достоянием и гражданской промышленности.
В 1905 г. американский инженер Ф. Тейлор выдвинул идею использования не одной, а двух моделей, с проходным и непроходным калибрами.
Вскоре крупные станкостроительные фирмы Германии разработали частным образом систему допусков и посадок для станкостроения. Разработанная ими система позволяла изготовлять взаимозаменяемые детали важнейших узлов механизмов, а это, в свою очередь, вело к тому, что заказчик по первому требованию получал новую деталь взамен сломавшейся или износившейся, причем постановка детали на место не требовала какой-либо пригонки.
Разработанная немецкими станкостроителями система допусков и посадок держалась в большом секрете и распространения в других отраслях промышленности не получила.
Первая мировая война 1914—1918 гг. дала значительный толчок внедрению взаимозаменяемости в гражданскую промышленность, которая была привлечена к выполнению военных заказов.
В 1919 г. инженер П. М. Шелоумов предложил проект общегосударственной системы допусков, а в 1924—1925 гг. профессор А. Д. Гатцук составил проект стандарта на допуски под названием «Допуски для пригонок». В 1928 г. при Палате мер и весов начала работать комиссия эталонов и стандартов (КЭС) под председательством проф. А. Д. Гатцука, которая и составила проект системы допусков и посадок для промышленности Советского Союза (ОСТ). Первые ОСТ допусков и посадок были утверждены 20 декабря 1929 г. как обязательные для всех отраслей промышленности страны.

## Современное состояние
Для облегчения выполнения условий взаимозаменяемости рекомендуется использовать нормальные линейные размеры, установленные на основе стандартных рядов предпочтительных чисел.
Взаимозаменяемость бывает:
- полная взаимозаменяемость (требуемые характеристики у всех элементов)- полностью взаимозаменяемыми называются детали и узлы, устанавливаемые при сборке без дополнительных операций по обработке, без регулирования и подбора. Характерный пример — подшипники, автомобильные шины, электрические лампы;
- условная (неполная, частичная, ограниченная) взаимозаменяемость (часть элементов с погрешностью (характеристикой) больше чем допуск на сборку, при этом возникает риск не собрать изделие)-при сборке требуется установка детали или узла с размерами определённой группы, то есть групповой подбор деталей. Пример — поршни двигателей внутреннего сгорания;
- групповая (требуемые характеристики достигаются путём включения элементов, принадлежащей общей группе заранее измеренных и рассортированных). Пример — клапана и толкатели двигателей внутреннего сгорания;
- регулировка (требуемые характеристики достигаются регулировкой специального элемента путём изменения места, положения или введения дополнительного элемента);
- пригонка (для достижения заданных свойств конструкции изменяют параметры элемента (заранее назначенного) необходимые для успешной сборки).
- размерная — подразумевает взаимозаменяемость по присоединённым размерам.
- параметрическая — необходимость регулировки различных параметров изделия.
- внешняя — взаимозаменяемость по выходным данным узла, которыми могут являться либо присоединительные, либо эксплуатационные параметры.
- внутренняя — взаимозаменяемость отдельных узлов или механизмов, входящих в изделие.

Взаимозаменяемость облегчает процесс конструирования за счет возможности использования стандартных конструкторских решений и единых технических требований. Обеспечивается широкая специализация и кооперирование, за счёт специализации происходит удешевление производства. Несомненным плюсом является возможность поточного производства взаимозаменяемых деталей, упрощение процесса сборки при использовании взаимозаменяемых деталей и узлов, снижается требование к квалификации персонала.

## Взаимозаменяемость задач
Взаимозаменяемость используется, чтобы описать определённые типы задач, которые можно разделить на взаимозаменяемые части, которые легко выполняются параллельно и не зависят от других частей. Например: если рабочий может вручную выкапывать 1 метр канавы за день, и должен быть выкопан 10-метровый котлован, чтобы завершить весь проект у одного работника это займёт 10 дней, или 9 дополнительных работников могут быть наняты для выполнения проекта в течение одного дня. Каждый работник может завершить свою часть проекта, не мешая другим работникам, и, что более важно, результат каждого работника не зависит от результатов других работников, чтобы завершить часть общего проекта. С другой стороны, не взаимозаменяемые задачи, как правило, имеют весьма последовательный характер и требуют завершения предыдущих шагов, прежде чем более поздний этап может быть запущен. В качестве примера последовательных задач, которые являются не взаимозаменяемыми: предположим, была группа из девяти беременных женщин. После одного месяца, эти женщины пережили бы в общей сложности девять месяцев беременности, но ребёнок бы не появился.
В книге Томаса Фридмана «The World Is Flat» (2005) поднимается тема взаимозаменяемости рабочих мест, которые включают информацию, которая может быть передана в другую страну.

## В квантовой физике
Оксфордский физик-теоретик Дэвид Дойч использовал термин «взаимозаменяемость» при описании физической природы квантовых частиц и вселенных в квантовой мультиверсии, где в силу того, что во всех отношениях они идентичны, разные частицы хаотично делят или объединяют общий взаимозаменяемый фонд в суперпозиции.